# Gonow Way
Gonow Xingwang (星旺) или Gonow Way — микровэн, выпускавшийся с 2012 по 2016 год подразделением Gonow компании GAC Group.

## Описание
Gonow Way дебютировал в августе 2012 года на китайском рынке. Ценовой диапазон варьировался от 25900 до 29800 юаней. Автомобиль оснащён 1,0-литровым двигателем мощностью 44 кВт (60 л. с.) при 5600 об/мин и крутящим моментом 85 Н·м в паре с пятиступенчатой механической трансмиссией.
- Вид спереди
- Вид сзади

### Gonow Way L
Gonow Xingwang L или Gonow Way L является версией Gonow Way с колёсной базой, удлинённой на 100 мм, и длиной, удлинённой на 180 мм. Ценовой диапазон варьировался от 32900 до 34800 юаней.

### Gonow Way CL
Gonow Xingwang CL или Gonow Way CL является версией Gonow Way L премиум-класса с длиной, удлинённой на 360 мм, и колёсной базой, удлинённой на 185 мм. Ценовой диапазон варьировался от 36800 до 45800 юаней.
- Вид спереди
- Вид сзади

### Gonow Way M1
Gonow Xingwang M1 или Gonow Way M1 является двухдверным пикапом, ценовой диапазон которого варьировался от 29900 до 31800 юаней.

### Gonow Way M2
Gonow Xingwang M2 или Gonow Way M2 является четырёхдверным пикапом, ценовой диапазон которого варьировался от 30900 до 32800 юаней.

## New Gonow EM10 и Dongfeng Ruitaite EM10
New Gonow EM10 и Dongfeng Ruitaite EM10 являются электромобилями на базе Gonow Way CL производства Dongfeng. Ruitaite EM10 оснащается электродвигателем мощностью 61 л. с. и крутящим моментом 205 Н·м, развивающим максимальную скорость 85 км. Существует три варианта запаса хода: 215 км, 255 км и 278 км. Вариант с запасом хода 255 км оснащён аккумулятором ёмкостью 41,4 кВт·ч, в то время как вариант с запасом хода 278 км оснащён аккумулятором ёмкостью 40,86 кВт·ч.
- Вид спереди
- Вид сзади